# Benjamin Balima
Wilfried Benjamin Balima (* 20. März 1985 in Bobo-Dioulasso) ist ein Fußballspieler aus dem westafrikanischen Staat Burkina Faso.

## Verein
Er begann seine Karriere bei US Ouagadougou in der burkinischen Hauptstadt und wechselte 2005 zu Sheriff Tiraspol nach Moldawien. Er wurde dort bisher elfmal moldawischer Meister, sechsmal Pokalsieger und gewann viermal den Superpokal.

## Nationalmannschaft
Balima spielte von 2004 bis 2015 insgesamt 25 Mal (2 Tore) für die burkinische Fußballnationalmannschaft und gehörte bei der Afrikameisterschaft 2010 zum Aufgebot von Nationaltrainer Paulo Duarte.

## Erfolge
- Burkinischer Pokalsieger: 2005
- Burkinischer Superpokal: 2005
- Moldawischer Meister: 2006, 2007, 2008, 2009, 2010, 2012, 2013, 2014, 2016, 2017, 2018
- Moldawischer Pokalsieger: 2006, 2008, 2009, 2010, 2015, 2017
- Moldawischer Superpokal: 2007, 2013, 2015, 2016
- GUS-Pokal: 2009